# Drevon
Drevon is een Frans historisch merk van motorfietsen.
De bedrijfsnaam was: Ets. Drevon, Etienne, Loire, later St. Queen.
Drevon produceerde van 1946 tot 1953 lichte, goedkope motorfietsen die na de oorlog in Frankrijk populair waren. Men kocht daarvoor 98- tot 173cc-tweetakt-inbouwmotoren van Ydral en Aubier Dunne in.